# Trident (raket)

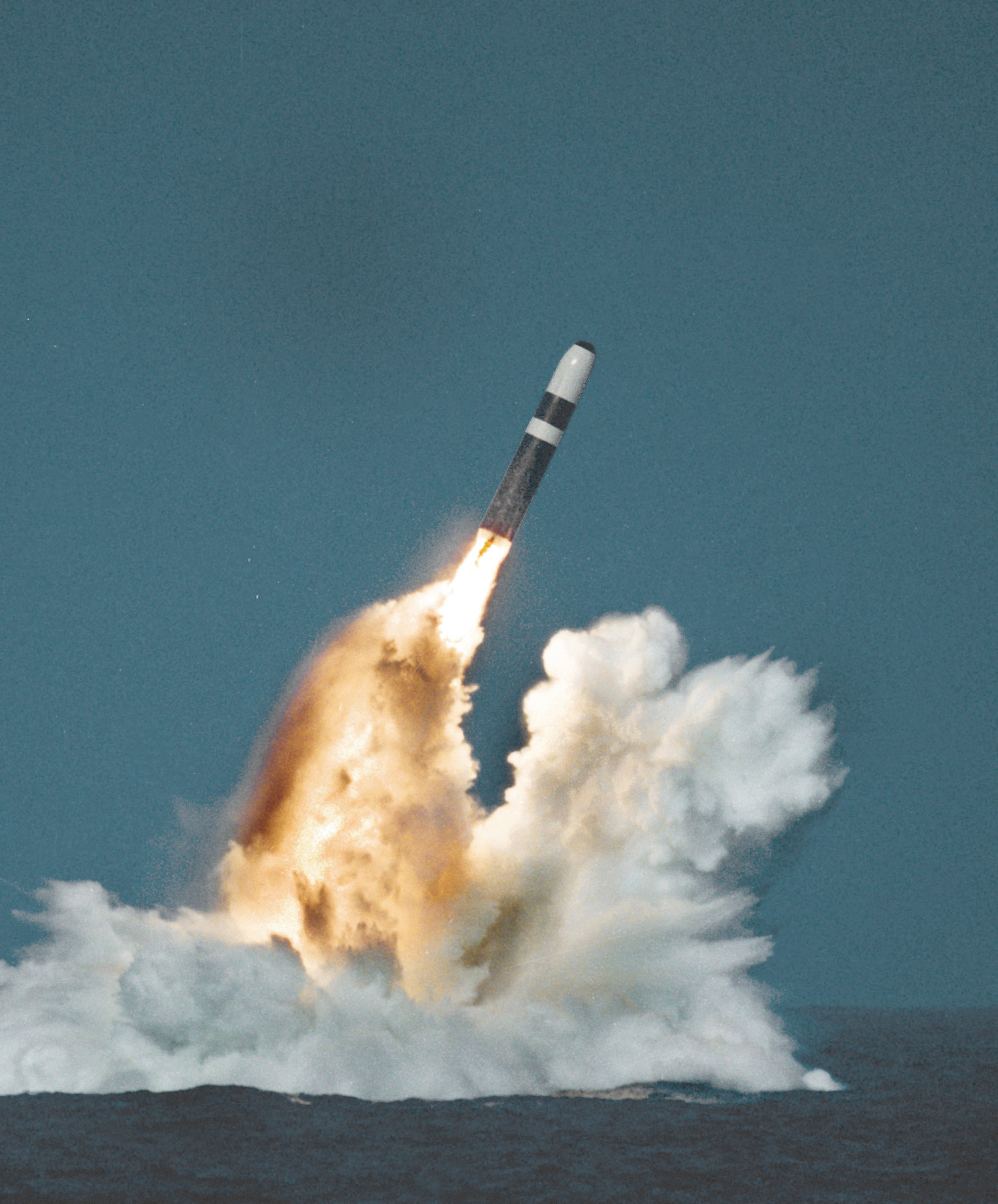
Lancering van een Trident II (D5)SLBM

De Trident is een intercontinentale raket met nucleaire lading die in opdracht van de Amerikaanse marine is ontwikkeld voor gebruik vanaf onderzeeboten.
Van de Trident bestaan 2 versies: de C4, die een directe opvolger is van de Polaris- en Poseidon-raketten én de D5, een grotendeels nieuwe ontwikkeling.
De Trident C4, voor het eerst in gebruik in 1979, is in afmetingen vergelijkbaar met de Polaris A3 en de Poseidon C3 en kan derhalve van dezelfde lanceerbuizen gebruikmaken. De D5, sinds 1990 in gebruik, is groter. Ten behoeve van de Trident D5 werd een nieuw en groter type nucleair aangedreven onderzeeboot ontwikkeld: de Ohioklasse, die 24 lanceerbuizen aan boord heeft. De oudere typen onderzeeboten hadden er 16.
Alle Trident-raketten die nu nog in gebruik zijn, zijn van het D5-type. De Britse marine kocht het wapen eveneens, ter vervanging van de Polaris-raketten. De Britse marine bouwde 4 onderzeeboten van de Vanguardklasse naar eigen ontwerp waaronder de HMS Vigilant (1996), die elk 16 raketten vervoeren en plant een nieuwe Dreadnoughtklasse met 12 lanceerbuizen tegen 2030.
De Trident C4 had een bereik van 7100 km en kon 8 Mark 4, onafhankelijk te richten (MIRV), kernkoppen van 100 kiloton TNT-equivalent elk meevoeren. De Trident II D5 heeft een bereik tot 12.000 kilometer en kan meer lading vervoeren. De kernkoppen van de D5 zijn tijdens de vlucht opnieuw op een doel in te stellen (MIRV).
Tussen 1989 en 2011 zijn 135 succesvolle tests uitgevoerd van de Trident II D5 raket.